# Departamento de ultramar
Um  departamento de ultramar ou departamento ultramarino (em francês: département d'outre-mer, comumente designado pela sigla DOM) é um departamento da França que está fora da França Metropolitana. Os departamentos de ultramar têm quase o mesmo estatuto político que os departamentos metropolitanos, embora tenham disposições constitucionais especiais que lhes permitam uma maior autonomia e sejam excluídos de certas estatísticas nacionais, como a taxa de desemprego. Os departamentos de ultramar não são os mesmos que as coletividades de ultramar, que têm um estatuto legalmente distinto. Como partes integrantes da França e da União Europeia, os departamentos de ultramar estão representados na Assembleia Nacional, no Senado e no Conselho Econômico, Social e Ambiental, votam para eleger membros do Parlamento Europeu e também usam o euro como moeda. Cada departamento de ultramar também é uma região de ultramar.
Os cinco departamentos ultramarinos são:
- Guadalupe, localiza-se no mar do Caribe (Caraíbas). Tornou-se um departamento de ultramar em 1946.
- Martinica, situa-se no mar do Caribe. Também recebeu o estatuto de departamento de ultramar em 1946.
- Guiana Francesa, localizada na América do Sul, também é um departamento de ultramar desde 1946.
- Reunião, no oceano Índico, obteve o estatuto de departamento de ultramar em 1948.
- Maiote, no oceano Índico, foi uma coletividade de ultramar até 2011, data em que se tornou um departamento de ultramar.

Cada um desses departamentos constitui uma região mono-departamental, chamada região ultramarina desde a revisão constitucional de 2003.
A coletividade de ultramar de São Pedro e Miquelão foi um departamento de ultramar de 1976 a 1985, quando passou a ser uma coletividade territorial. São Pedro e Miquelão são uma coletividade de ultramar desde março de 2003. Os cinco departamentos franceses de ultramar têm entre duzentos mil e um milhão de habitantes cada, enquanto que São Pedro e Miquelão tem apenas cerca de seis mil, e a unidade de coletividade menor parece ser mais apropriado para as ilhas. São Martinho, Polinésia Francesa, Wallis e Futuna e São Bartolomeu também possuem o mesmo status de coletividade de ultramar que São Pedro e Miquelão. Já Nova Caledônia possui um status especial. Além disso há ainda os territórios desabitados de Terras Austrais e Antárticas Francesas e Ilha Clipperton.

## Galeria

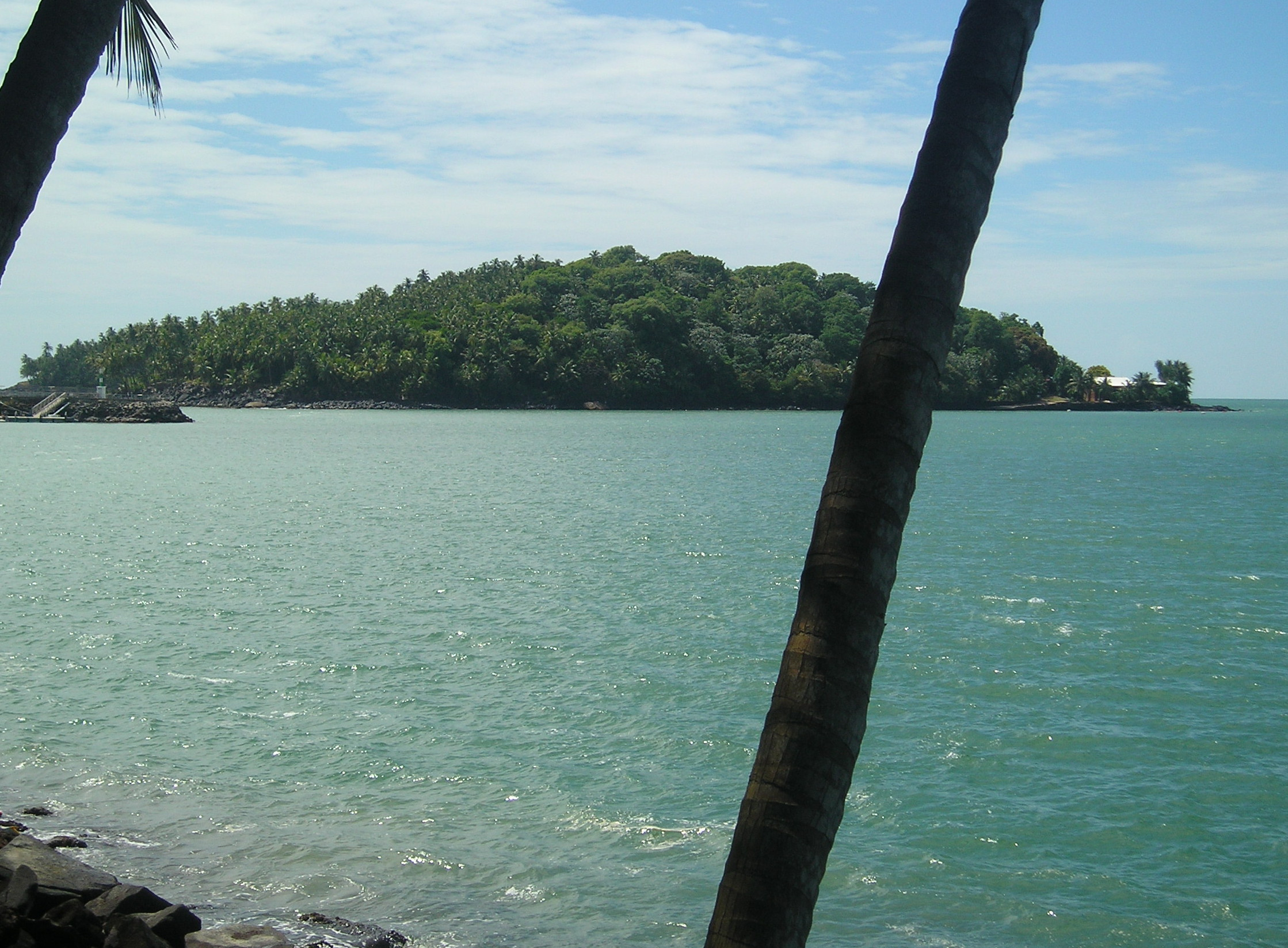
Ilha  Saint-Joseph, na Guiana Francesa
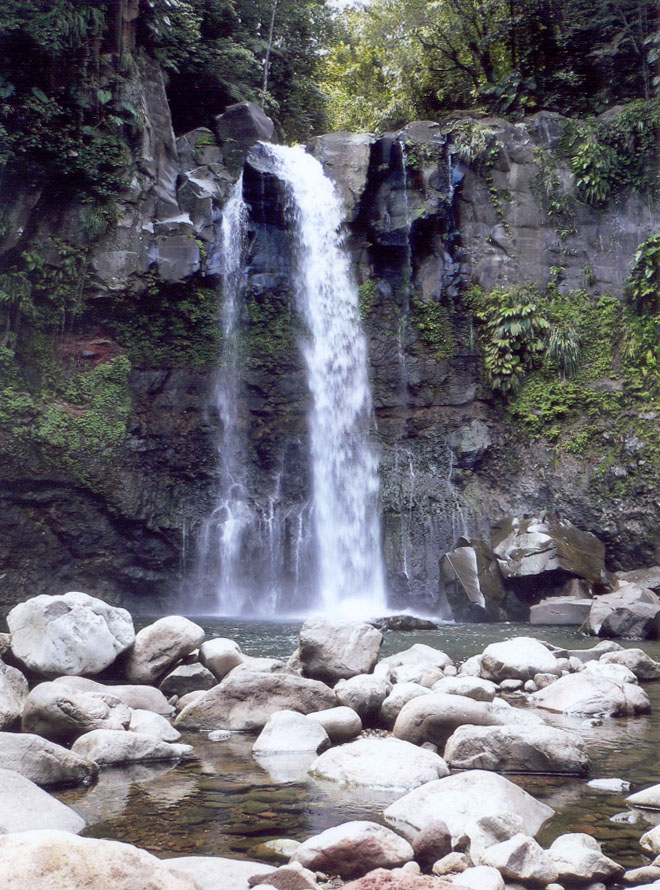
Terceira cachoeira do  Carbet, em Guadalupe
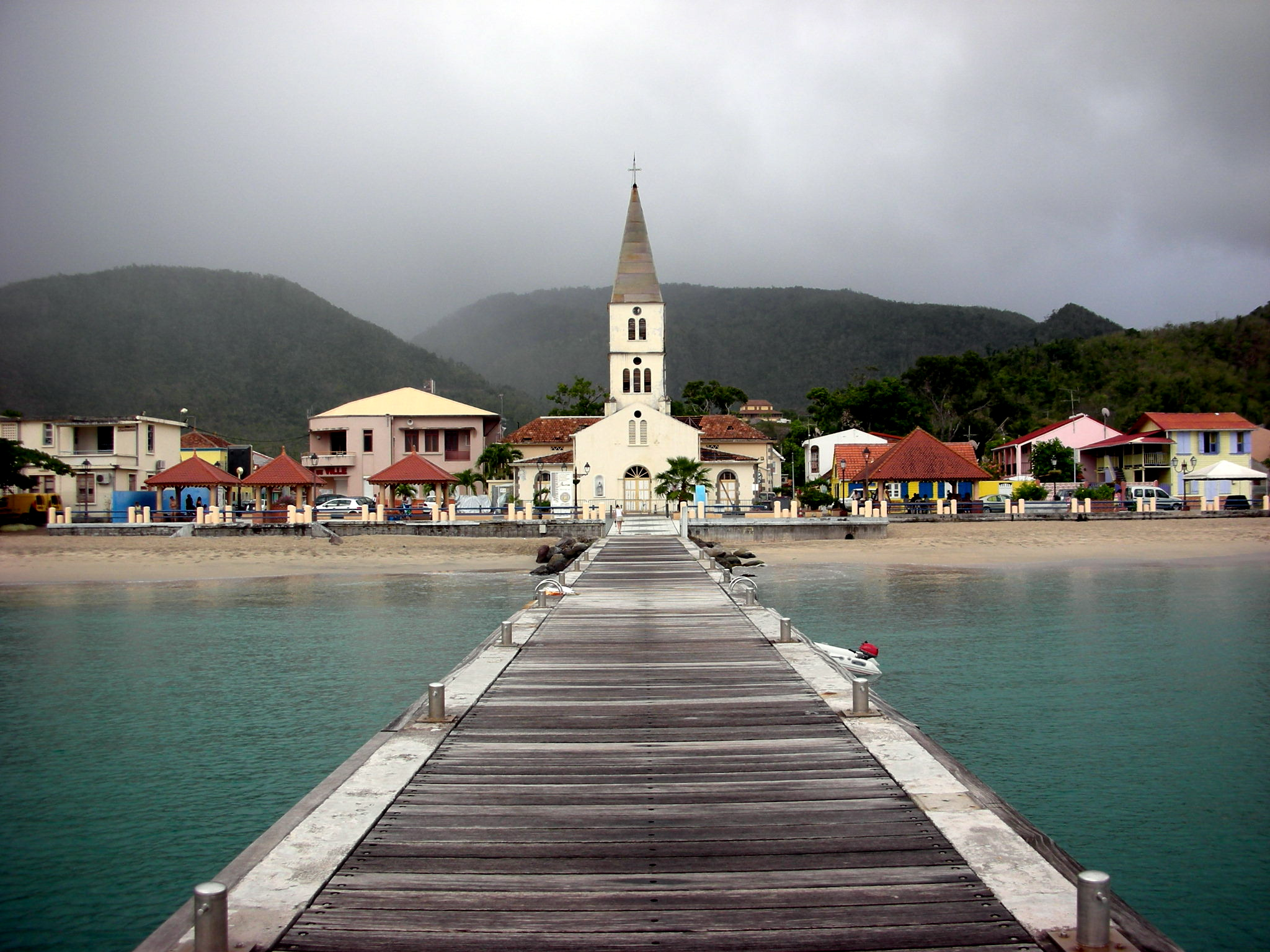
Les Anses-d'Arlet, na Martinica
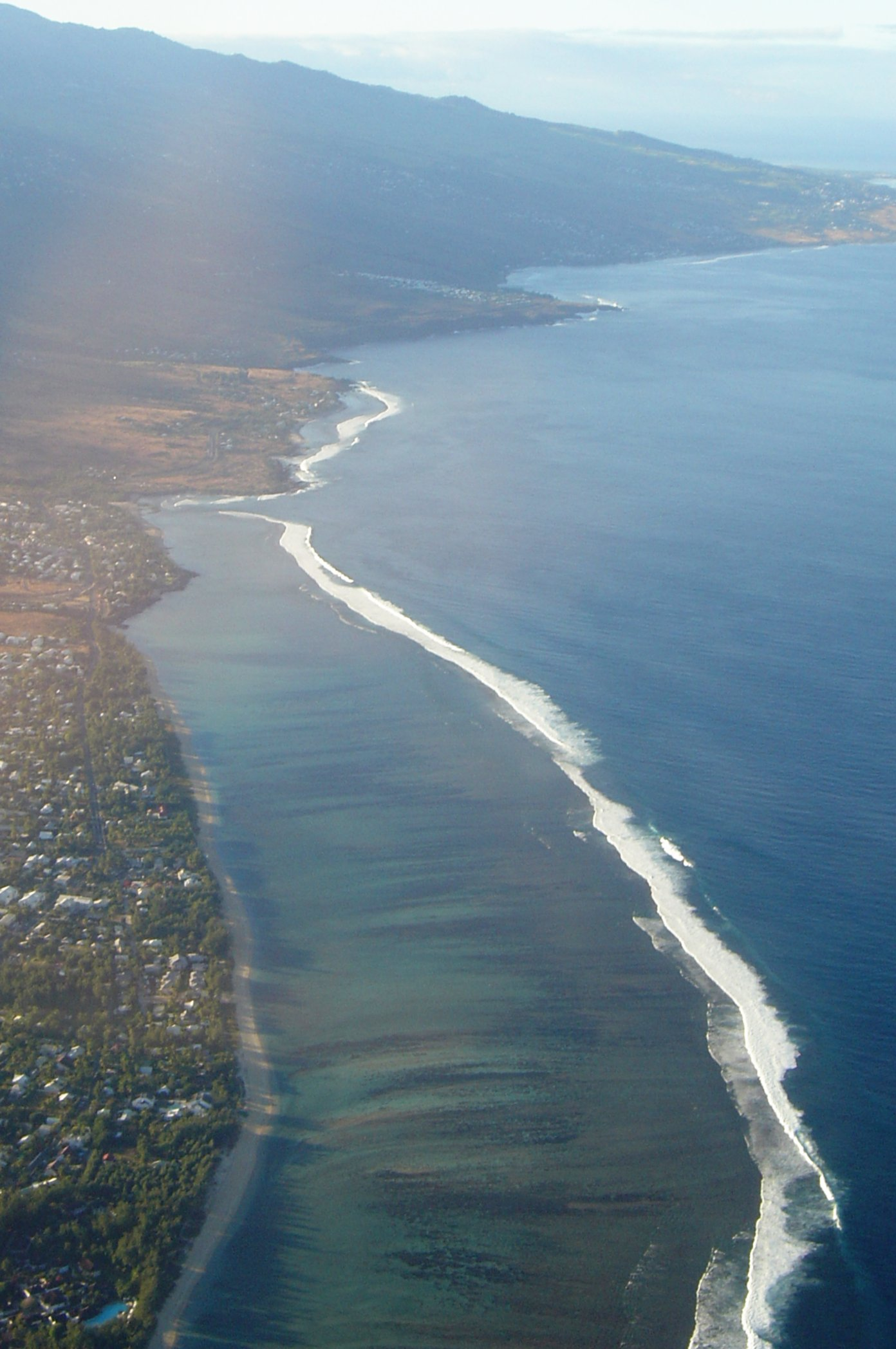
Laguna de corais, na costa oeste da  Reunião
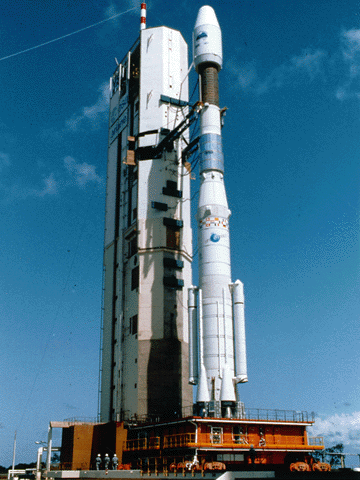
Foguete Ariane no Centre spatial guyanais, perto de  Kourou, na Guiana Francesa.